# Хемијска оловка
Хемијска оловка (понекад само хемијска у неформалном говору) врста је писаљке која користи мастило. Метали који се обично користе као главни део хемијске оловке су челик, месинг и волфрам карбид. Направљене су тако да њен корисник не може да се испрља мастилом што је чешћи случај са пенкалом. Хемијска оловка је најраспрострањенија и најпопуларнија направа за писање.

## Историја
Џон Лауд је 1888. године патентирао справу која је омогућавала означавање коже. Почетком 20. века хрватски проналазач Славољуб Пенкала је направио претходника хемијске оловке да би Мађар Ласло Биро уз помоћ свог брата патентирао основни облик данашње хемијске оловке с куглицом која наноси боју на папир.